# Bezirksliga Mittelschlesien 1936/37
De Bezirksliga Mittelschlesien 1936/37 was het vierde voetbalkampioenschap van de Bezirksliga Mittelschlesien, het tweede niveau onder de Gauliga Schlesien en een van de drie reeksen die de tweede klasse vormden. SV 33 Klettendorf werd kampioen en nam deel aan de promotie-eindronde samen met de andere kampioenen van de Bezirksliga's. De club werd daar tweede en promoveerde. 

## Bezirksliga

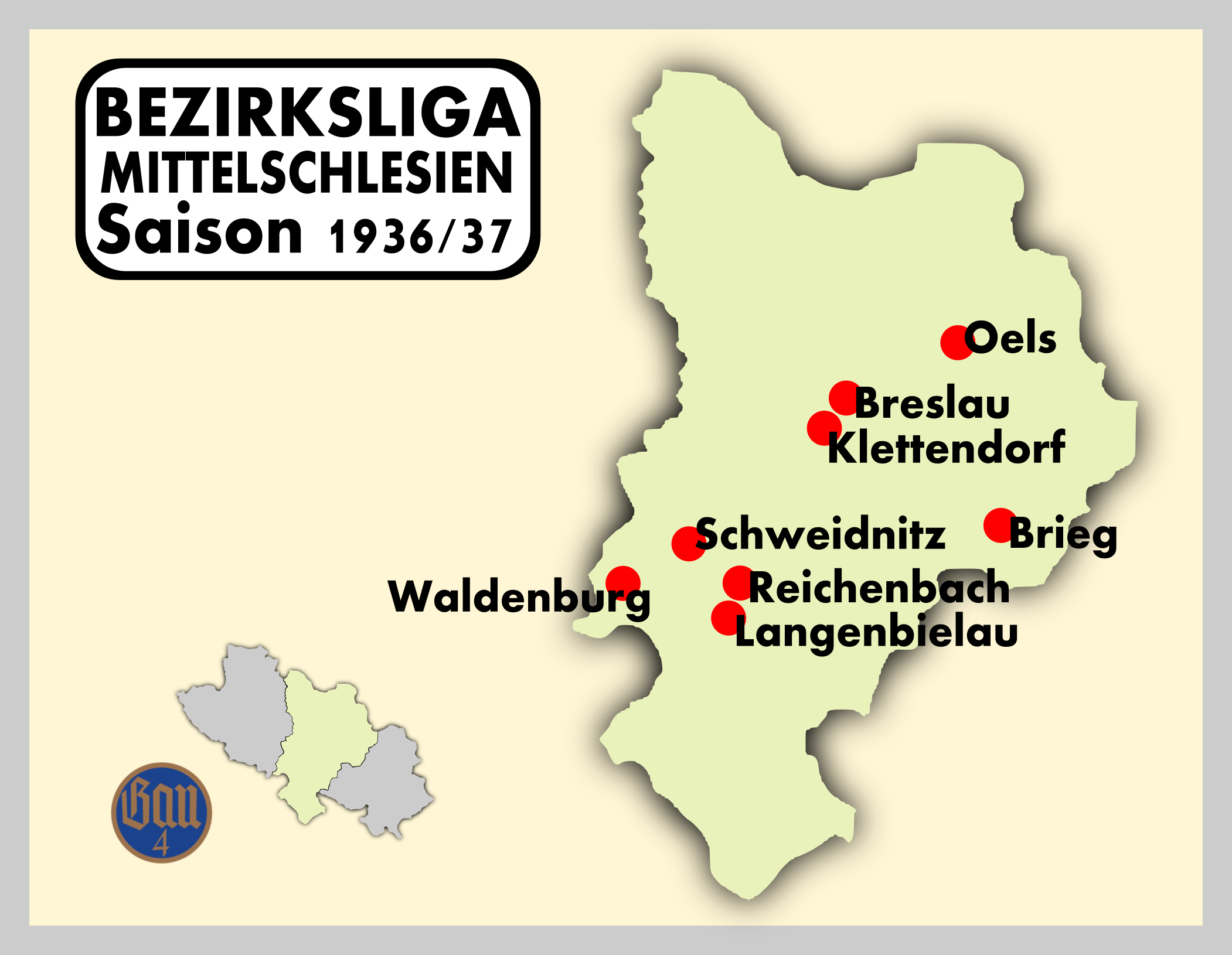
Speelsteden Bezirksliga Mittelschlesien.

| Plaats | Club                            | Wed. | W  | G | V  | Saldo | Ptn.  |
| ------ | ------------------------------- | ---- | -- | - | -- | ----- | ----- |
| 1.     | SV 33 Klettendorf               | 22   | 16 | 4 | 2  | 61:29 | 36:08 |
| 2.     | SV Preußen Waldenburg-Altwasser | 22   | 14 | 2 | 6  | 55:36 | 30:14 |
| 3.     | VfB Preußen Langenbielau        | 22   | 13 | 1 | 8  | 48:48 | 27:17 |
| 4.     | DSV Schweidnitz                 | 22   | 10 | 5 | 7  | 51:45 | 25:19 |
| 5.     | SC Brega 09 Brieg               | 22   | 9  | 6 | 7  | 36:43 | 24:20 |
| 6.     | SC Alemannia Breslau            | 22   | 10 | 2 | 10 | 44:36 | 22:22 |
| 7.     | VfB Breslau                     | 22   | 9  | 1 | 12 | 38:33 | 19:25 |
| 8.     | SpVgg 1908 Reichenbach          | 22   | 7  | 4 | 11 | 47:55 | 18:26 |
| 9.     | Waldenburger SV 09              | 22   | 7  | 4 | 11 | 38:50 | 18:26 |
| 10.    | VfR Schlesien 1897 Breslau      | 22   | 6  | 5 | 11 | 40:43 | 17:27 |
| 11.    | STC 1892 Oels                   | 22   | 6  | 3 | 13 | 31:57 | 15:29 |
| 12.    | SpA Spinnerei Stabelwitz        | 22   | 4  | 5 | 13 | 39:53 | 13:31 |

|  | Deelname promotie-eindronde    |
|  | Degradatie naar 1. Kreisklasse |

## Promotie-eindronde Kreisklasse
De zeven kampioenen van de Kreisklassen speelden in twee groepen voor promotie naar de Bezirksliga.

### Groep Nord
| Plaats | Club                  | Wed. | W | G | V | Saldo | Ptn.  |
| ------ | --------------------- | ---- | - | - | - | ----- | ----- |
| 1.     | 1. FC Breslau         | 4    | 3 | 0 | 1 | 19:05 | 06:02 |
| 2.     | Sportfreunde Ohlau    | 4    | 3 | 0 | 1 | 16:10 | 06:02 |
| 3.     | SC Preußen Festenberg | 4    | 0 | 0 | 4 | 02:22 | 00:08 |

|  | Promotie naar Bezirksliga Mittelschlesien 1937/38 |

### Groep Süd
| Plaats | Club                                | Wed. | W | G | V | Saldo | Ptn.  |
| ------ | ----------------------------------- | ---- | - | - | - | ----- | ----- |
| 1.     | SV Saarau                           | 6    | 4 | 2 | 0 | 18:10 | 10:02 |
| 2.     | SV Silesia Freiburg                 | 6    | 2 | 3 | 1 | 10:11 | 07:05 |
| 3.     | SV Preußen Glatz                    | 6    | 0 | 4 | 2 | 10:11 | 04:08 |
| 4.     | Vereinigten Strehlener Sportfreunde | 6    | 0 | 3 | 3 | 08:14 | 03:09 |

|  | Promotie naar Bezirksliga Mittelschlesien 1937/38 |